# NS 2800 (stoomlocomotief)
De serie NS 2800 was een serie goederentreinstoomlocomotieven van de Nederlandse Spoorwegen (NS) en diens voorgangers Maatschappij tot Exploitatie van Staatsspoorwegen (SS), Hollandsche IJzeren Spoorweg-Maatschappij (HSM) en Nederlandsche Rhijnspoorweg-Maatschappij (NRS).

## NRS periode 1865-1890
In 1865 nam de NRS de eerste driegekoppelde goederentreinlocomotieven 50-53 in dienst, gebouwd door de fabriek Sharp Stewart and Company. In 1867 werd de serie uitgebreid met de 54-55. Deze zes locomotieven waren geleverd met een houten kap op het machinistenhuis, welke later werd vervangen door een ijzeren kap met zijruiten. In respectievelijk 1869 en 1870 werden de 56 en 57 geleverd, welke gelijk al van een ijzeren kap waren voorzien. In 1877 werden de 59-60 en in 1881 de 61-62 geleverd met een aanzienlijk grotere trekkracht.
Bij de ontbinding van de NRS in 1890 werden de locomotieven verdeeld over de HSM en SS.

## HSM periode 1890-1907
De HSM gaf de van de NRS overgenomen 51 en 53-56 de typeaanduiding G1 en nummerde de locomotieven aaneengesloten 317-321. De van de NRS overgenomen 60-61 kregen de typeaanduiding G2 en aansluitend de nummers 322-323. De HSM was matig tevreden over deze locomotieven en tussen 1900 en 1907 werden ze afgevoerd.

## SS periode 1890-1920
De SS gaf de van de NRS overgenomen 50, 52, 57, 59 en 62 de nummers 1050, 1052, 1057, 1059 en 1062. In tegenstelling tot de HSM was de SS meer tevreden over deze voormalige NRS locomotieven en liet ze in de loop van de tijd voorzien van nieuwe ketels.

## NS periode 1920-1928
Bij de samenvoeging van het materieelpark van de HSM en de SS in 1921 waren de locomotieven van de HSM reeds afgevoerd. De locomotieven van de SS kregen de aaneengesloten NS-nummers 2801-2805. Tussen 1925 en 1928 werden ze afgevoerd. Er is geen exemplaar bewaard gebleven.

## Overzicht
| Fabrieksnummer | Bouwjaar | NRS nummer | HSM nummer | SS nummer | NS nummer | Uit dienst | Bijzonderheden |
| -------------- | -------- | ---------- | ---------- | --------- | --------- | ---------- | -------------- |
| 1591           | 1865     | 50         |            | 1050      | 2801      | 1925       |                |
| 1592           | 1865     | 51         | 317        |           |           | 1907       |                |
| 1634           | 1865     | 52         |            | 1052      | 2802      | 1926       |                |
| 1635           | 1865     | 53         | 318        |           |           | 1900       |                |
| 1790           | 1867     | 54         | 319        |           |           | 1905       |                |
| 1791           | 1867     | 55         | 320        |           |           | 1902       |                |
| 1902           | 1869     | 56         | 321        |           |           | 1903       |                |
| 2034           | 1870     | 57         |            | 1057      | 2803      | 1925       |                |
| 2700           | 1877     | 59         |            | 1059      | 2804      | 1928       |                |
| 2701           | 1877     | 60         | 322        |           |           | 1907       |                |
| 2943           | 1881     | 61         | 323        |           |           | 1901       |                |
| 2944           | 1881     | 62         |            | 1062      | 2805      | 1926       |                |

## Kenmerken
| NS 2800                           | NS 2800                           | NS 2800                   | NS 2800                   | NS 2800                   |
| --------------------------------- | --------------------------------- | ------------------------- | ------------------------- | ------------------------- |
| Aantal                            | Aantal                            | 6                         | 2                         | 4                         |
| Nummering                         | NRS                               | 50-55                     | 56-57                     | 59-62                     |
| Nummering                         | HSM                               | 317-320                   | 321                       | 322-323                   |
| Nummering                         | SS                                | 1050, 1052                | 1057                      | 1059, 1062                |
| Nummering                         | NS                                | 2801-2802                 | 2803                      | 2804-2805                 |
| Fabrikant                         | Fabrikant                         | Sharp Stewart and Company | Sharp Stewart and Company | Sharp Stewart and Company |
| In dienst                         | In dienst                         | 1865-1867                 | 1869-1870                 | 1877-1881                 |
| Uit dienst                        | Uit dienst                        | 1900-1928                 | 1900-1928                 | 1900-1928                 |
| Asindeling                        | Asindeling                        | C                         | C                         | C                         |
| Spoorwijdte                       | Spoorwijdte                       | 1435 mm                   | 1435 mm                   | 1435 mm                   |
| Gewicht locomotief                | NRS                               | 32 ton                    | 32,7 ton                  | 33,9 ton                  |
| Gewicht locomotief                | HSM                               | 32,2 ton                  | 33,5 ton                  | 34,0 ton                  |
| Gewicht locomotief                | SS, NS                            | 34 ton                    | 34 ton                    | 34 ton                    |
| Gewicht tender                    | NRS, HSM                          | 23,7 ton                  | 23,7 ton                  | 24,1 ton                  |
| Gewicht tender                    | SS, NS                            | 24 ton                    | 24 ton                    | 24 ton                    |
| Middellijn drijfwielen            | Middellijn drijfwielen            | 1470 mm                   | 1470 mm                   | 1470 mm                   |
| Middellijn tenderwielen           | Middellijn tenderwielen           | 1067 mm                   | 1067 mm                   | 1067 mm                   |
| Lengte over buffers               | NRS                               | 14.687 mm2                | 14.361 mm2                | 14.361 mm2                |
| Lengte over buffers               | HSM                               | 14.656 mm2                | 14.530 mm2                | 14.602 mm2                |
| Lengte over buffers               | SS, NS                            | 14.656 mm2                | 14.529 mm2                | 14.601 mm2                |
| Hoogte                            | NRS                               | 4343 mm                   | 4343 mm                   | 4343 mm                   |
| Hoogte                            | HSM                               | 4354 mm                   | 4354 mm                   | 4354 mm                   |
| Maximumsnelheid                   | Maximumsnelheid                   | 45 km/u                   | 45 km/u                   | 45 km/u                   |
| Verwarmd oppervlak vuurkist       | NRS                               | 8,7 m2                    | 8,2 m2                    | 8,3 m2                    |
| Verwarmd oppervlak vuurkist       | HSM                               | 8,7 m2                    | 8,1 m2                    | 8,1 m2                    |
| Verwarmd oppervlak vuurkist       | SS, NS                            | 9 m2                      | 9 m2                      | 9 m2                      |
| Verwarmd oppervlak vlampijpen     | NRS                               | 93,8 m2                   | 82,3 m2                   | 88,9 m2                   |
| Verwarmd oppervlak vlampijpen     | HSM                               | 88,1 m2                   | 90,5 m2                   | 90,5 m2                   |
| Verwarmd oppervlak vlampijpen     | SS, NS                            | 79 m2                     | 79 m2                     | 79 m2                     |
| Roosteroppervlak                  | NRS                               | 1,98 m2                   | 1,83 m2                   | 1,80 m2                   |
| Roosteroppervlak                  | HSM                               | 2,06 m2                   | 1,92 m2                   | 1,88 m2                   |
| Roosteroppervlak                  | SS, NS                            | 1,98 m2                   | 1,98 m2                   | 1,98 m2                   |
| Maximum stoomspanning             | NRS                               | 8,3 kg/cm2                | 8,3 kg/cm2                | 10,3 kg/cm2               |
| Maximum stoomspanning             | HSM                               | 8 kg/cm2                  | 8 kg/cm2                  | 10 kg/cm2                 |
| Maximum stoomspanning             | SS, NS                            | 10,3 kg/cm2               | 10,3 kg/cm2               | 10,3 kg/cm2               |
| Aantal cilinders                  | Aantal cilinders                  | 2                         | 2                         | 2                         |
| Middellijn x slaglengte cilinders | Middellijn x slaglengte cilinders | 432 x 610 mm              | 445 x 610 mm              | 445 x 610 mm              |
| Stoomverdeling                    | Stoomverdeling                    | Stephenson                | Stephenson                | Stephenson                |
| Waterinhoud                       | Waterinhoud                       | 7,8 m3                    | 7,8 m3                    | 7,0 m3                    |
| Brandstofvoorraad                 | Brandstofvoorraad                 | 5 ton kolen               | 5 ton kolen               | 5 ton kolen               |
| Trekkracht                        | NRS                               | 4500 kg                   | 4770 kg                   | 5920 kg                   |
| Trekkracht                        | HSM                               | 4490 kg                   | 4730 kg                   | 5920 kg                   |
| Trekkracht                        | SS, NS                            | 5920 kg                   | 4770 kg                   | 5920 kg                   |
| Soortmerk                         | HSM                               | G1                        | G1                        | G2                        |
| Soortmerk                         | NS                                | R2                        | R2                        | R2                        |